# ألبرت هاينزورث
ألبرت جورج هاينزورث الثالث (من مواليد 17 يونيو 1981)؛ هو لاعب كرة قدم أمريكي دفاعي سابق، لعب في الدوري الوطني لكرة القدم (NFL) مدة عشرة مواسم، في المقام الأول مع جبابرة تينيسي. لعب كرة القدم الجامعية في جامعة تينيسي، واختير من قبل الجبابرة في الجولة الأولى من مسودة اتحاد كرة القدم الأميركي لعام 2002. كان هاينزورث عضوًا في الجبابرة مدة سبع مواسم، إذ أثبت كونه أحد أفضل التدخلات الدفاعية في الدوري بين عامي 2007 و2008. حصل على مرتبة الشرف من فريق برو بول والفريق الأول يكرم كل المحترفين خلال الموسمين. أصبح هاينزورث وكيلًا مجانيًا مرغوبًا جدًا بعد حملته لعام 2008، ما أدى إلى توقيع عقد مدته سبع سنوات بقيمة 100 مليون دولار مع واشنطن رد سكينز. ومع ذلك، لعب هاينزورث 20 مباراة فقط في موسمين لواشنطن حتى جرى تداوله في عام 2011. نتيجة لذلك، يعد استحواذ رد سكينز على هاينزورث على نطاق واسع أسوأ توقيع وكيل مجاني لاتحاد كرة القدم الأمريكي. لعب موسمه الأخير في عام 2011 مع نيو إنجلاند باتريوتس وتامبا باي القراصنة.

## مهنة المدرسة الثانوية
ولد هاينزورث في هارتسفيل، ساوث كارولينا. التحق بمدرسة هارتسفيل الثانوية، وشارك في كرة القدم، والمسار، وإطلاق النار. استحوذ هاينزورث على 150 تدخلات، 56 تدخلات للخسارة، وستة أكياس، وستة تعافيات متعثرة عندما كان صغيرًا؛ تبع ذلك من خلال تسجيل 110 تدخلات، و51 ضغطًا لوسط الظهير، وستة أكياس في 1998. بعد موسمه الأول، حصل هاينزورث على لقب بريب الخارق وريفالنت جميع أمريكا، صنف أيضًا رابع أفضل لاعب خط دفاعي واللاعب الرابع عشر في الدولة وفقًا لأفضل 100 شركة في أي اس بي ان، بينما صنفه مستشار التوظيف الوطني بأنه أفضل لاعب في العالم. أفضل تدخل دفاعي في البلاد. كان عضوًا في فصل تجنيد المتطوعين لعام 1999 في جامعة تينيسي.

## مهنة الكلية
بصفته طالبًا رياضيًا في جامعة تينيسي، كان هاينزورث كاتبًا حرفيًا مدة ثلاث سنوات لفريق كرة القدم التطوعي في تينيسي تحت إشراف المدرب الرئيسي فيليب فولمر. اصطف في الموقف الدفاعي الصحيح بجانب جون هندرسون.  وقد جمع 66 تدخلًا، وخمسة مجموعات، و31 ضغطًا لوسط الظهير، و20 تصديًا للخسارة، وتسعة انحرافات تمريرة خلال مسيرته الجامعية. حصل على مرتبة الشرف في برنامج أخبار رياضة كل أمريكا في عام 1999، وحصل على لقب الفريق الثاني في مؤتمر مؤتمر عموم الجنوب الشرقي بعد موسمه الصغير.

## مهنة محترف
مشروع اتحاد كرة القدم الأمريكي لعام 2002:
عد من قبل نيويورك تايمز ما يعرف بوحشية توقف الجري، و جرى اختيار هاينزورث من قبل جبابرة تينيسي في الجولة الأولى مع الاختيار العام الخامس عشر في مسودة اتحاد كرة القدم الأميركي لعام 2002. لقد كان رابع تدخل دفاعي جرى اختياره من فئة مسودة جرى عدها محملة بخط دفاعي موهوب. في يوم المحترفين بولاية تينيسي في عام 2002، عندما كان يبلغ من العمر 20 عامًا، كان قياس هاينزورث يبلغ 6 أقدام و6 و317 رطلاً، وركض 4.82 40 ياردة، وكان لديه قفزة عمودية 39 بوصة و9 أقدام، 7 بوصة قفزة واسعة. لم ينجح في الانضمام في اتحاد القدم الأمريكي لعام ٢٠٠٢.

### تينيسي جبابرة
وقعت حادثة تنذر بحوادث مستقبلية مع هاينزورث في معسكر تدريب جبابرة في عام 2003، حيث ركل هاينزورث زميله السابق في  الفريق، مركز جاستن هارتويج في صدره، واضطر زملاؤه الآخرون إلى تقييده.